# Alyssum lepidotum
Alyssum lepidotum är en korsblommig växtart som beskrevs av Pierre Edmond Boissier. Alyssum lepidotum ingår i släktet stenörter, och familjen korsblommiga växter. Inga underarter finns listade i Catalogue of Life.